# Ti sei fermato ad ascoltare???
Ti sei fermato ad ascoltare??? è uno split album delle band italiane Nabat e Colonna Infame Skinhead.

## Tracce

### Nabat
1. La marcia dei disperati
2. Braccato

### Colonna Infame Skinhead
1. Nessun rispetto
2. Non ti arrendi mai